# Гропа
Гропа е албански аристократичен род, който е контролирал района на Поградец, Охрид и Дебър в периода XII–XIV век.
През XIII век членове на фамилията Гропа са католици, но през XIV век стават православни християни поради политическите си отношения с Охридската архиепископия. Пал Гропа, аристократ от Кралство Албания получава големи привилегии от Карл I Анжуйски на 18 май 1273 г.: „nob. vir Sevasto Paulus Gropa ... Serenitati nostre devotius exhibuit casalia Radicis maioris et Radicis minoris, nec non Cobocheste, Zuadigorica, Sirclani et Сraye. Zessizan sitam in valle de Ebu...“ Друг член на фамилията Андрей Гропа управлява района на Охрид като васал на краля на Сърбия Вълкашин до смъртта му през 1371 г. и след това на неговия син Крали Марко. От Крали Марко получава известна независимост и става жупан и господар на Охрид. След смъртта на Андрей земите остават под директната власт на Марко. Захария Гропа е споменат от Атанасе Гега като един от военните командири на силите на Скендербег.